# Sophus Juncker-Jensen
Sophus Juncker-Jensen, né le 16 février 1859 et mort le 16 octobre 1940, est un des premiers photographes danois. Il exploite un studio photographique à Copenhague de 1888 à 1940. À partir de 1894 il est situé au 39 Vimmelskaftet. Photographe portraitiste réputé, on se souvient également de ses photographies de l'exposition nordique de 1888. Après sa mort, le studio est repris par son fils Jens Juncker-Jensen jusqu'en 1976.

## Biographie

### Jeunesse
Sophus Juncker-Jensen naît le 16 février 1859 à Vejle. Il est le fils du photographe JJ Jensen. Il est apprenti chez JE Bøgh à Aarhus. Au début des années 1880, il est employé par Gottlieb Støckel à Rønne sur Bornholm. Il travaille ensuite pour Budtz Müller & Co. à Copenhague.

### Studio photographique

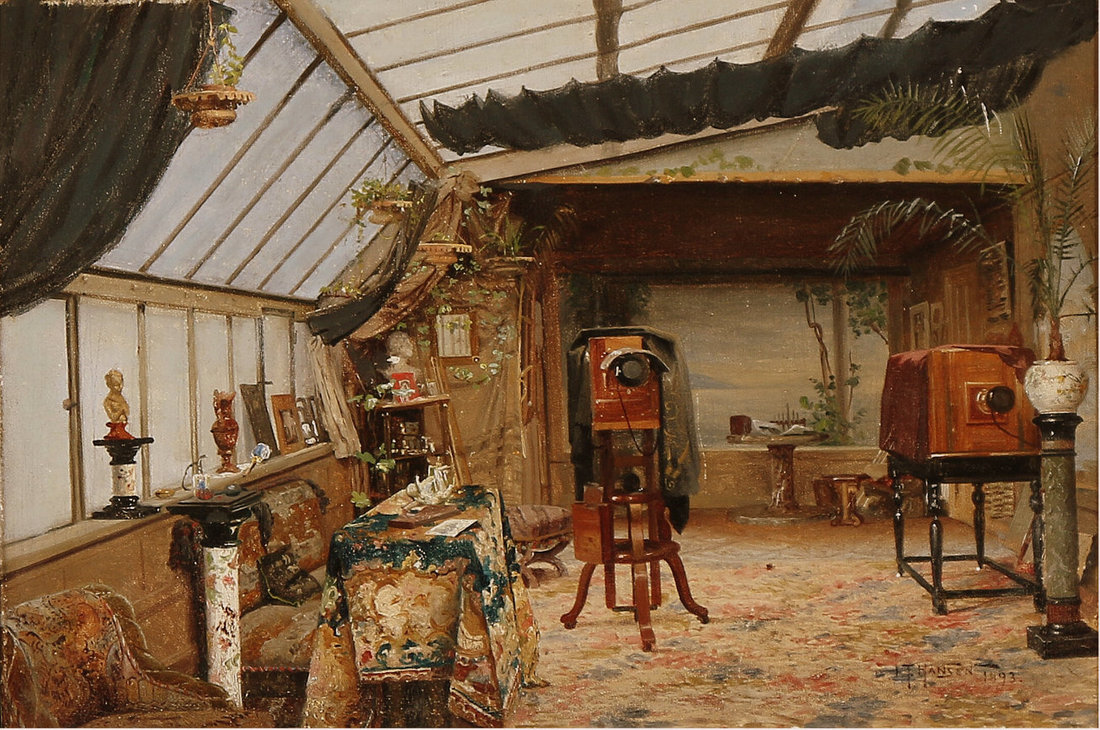
IT Hansen : Intérieur du studio photographique de Sophus Juncker-Jensen, 1893

Sophus Juncker-Jensen acquiert les droits exclusifs d'exploitation d'un studio photographique à l'exposition nordique de 1888. L'exposition ouvre ses portes le 18 mai 1888 et il réalise les portraits de nombreux visiteurs. Il vend également de grands tirages de ses photographies d'intérieur et d'extérieur de l'exposition.
Après l'exposition, son studio photographique est transféré dans de nouveaux locaux au 21 Frederiksberggade. En 1891, il effectue un voyage d'étude à Rusia en Pologne et dans plusieurs pays d'Europe occidentale.

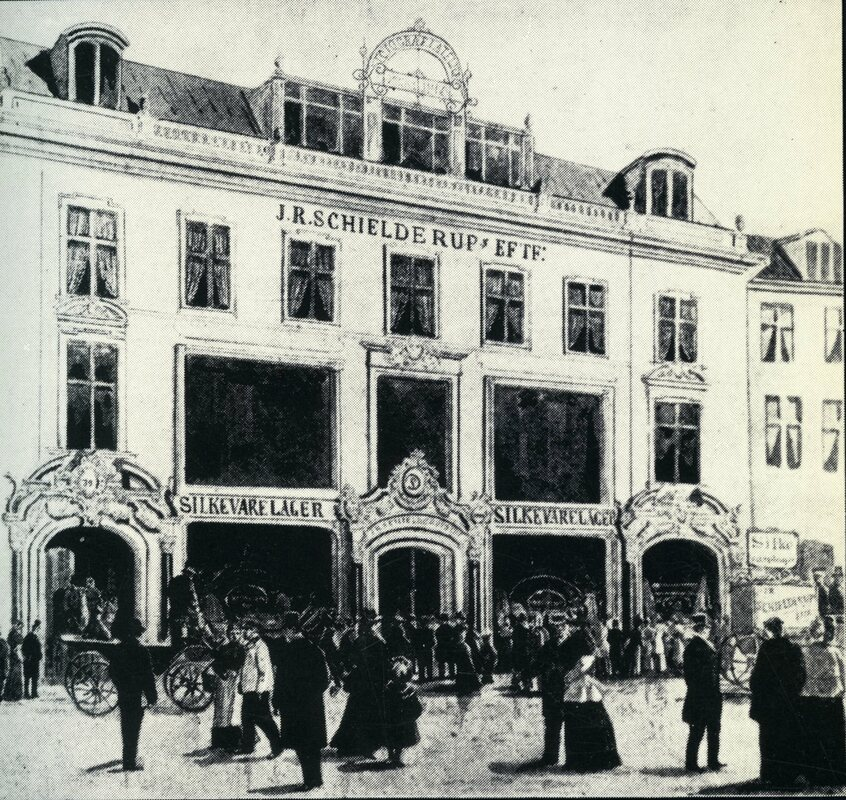
39 Vimmelskaftet

Son studio photographique déménage dans le bâtiment adjacent au  19 Frederiksberggade en 1893 et à Vimmelskaftet en 1895.
Après la mort de Sophus Juncker-Jensen en 1940, l'entreprise est reprise par deux de ses fils. Jens Juncker-Jensen poursuit l'activité jusqu'en 1976.

### Vie privée
Sophus Juncker-Jensen épouse Rigmor Ida Wilhelmine Holzmann (17 mars 1883 - 10 septembre 1978), fille du banquier Johan Poul Christopher Holzmann (mort en 1923) et de Dagmar Knudsen (1924).
Sophus Juncker-Jensen est nommé chevalier de l'Ordre du Dannebrog en 1938.

## Distinctions
- Chevalier de l'ordre de Dannebrog

## Publication
Sophus Juncker-Jensen est l'auteur de Fotografisk erindringer, un livre sur sa vie de photographe.

## Héritage
Les négatifs de la firme de 1921 à 1974 et les protocoles de 1922 à 1974 sont conservés à la Bibliothèque royale danoise.

## Galerie

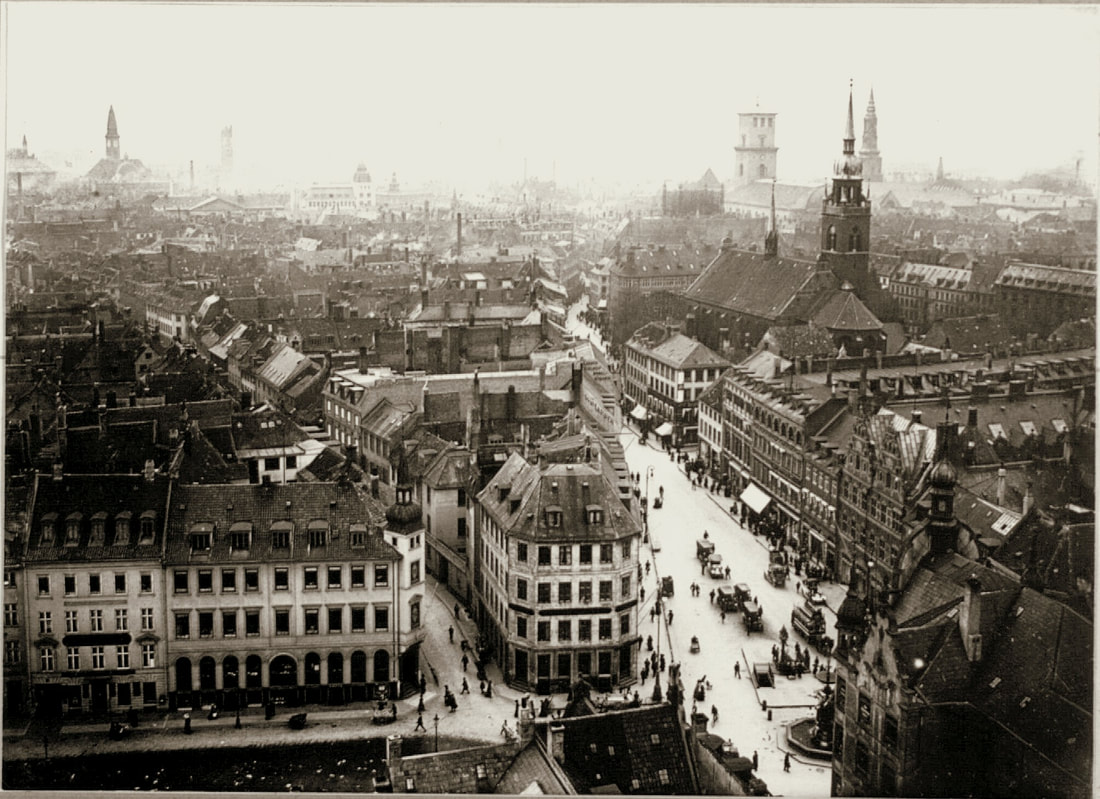
Amagertorv, 1895
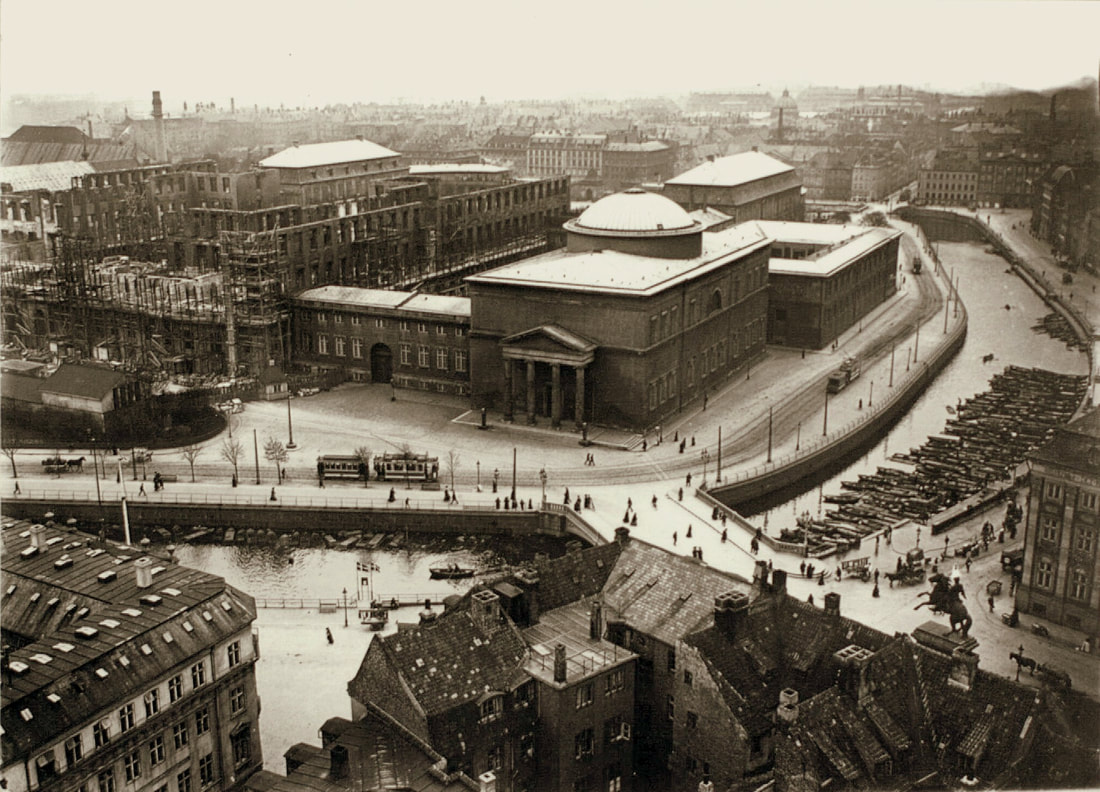
Slotsholmen, 1895